# 2MASS J10475385+2124234
2MASS J10475385+2124234 ist ein etwa 34 Lichtjahre entfernter Brauner Zwerg im Sternbild Leo. Er wurde 1999 von Adam J. Burgasser et al. entdeckt und gehört der Spektralklasse T6.5 an; seine Position verschiebt sich aufgrund seiner Eigenbewegung jährlich um 1,7 Bogensekunden.